# فهرست اتباع خارجی بازداشت‌شده در ایران
جمهوری اسلامی ایران، از سال‌های آغازین خود و بحران گروگان‌گیری آمریکا، مرتباً دست به بازداشت مشکوک اتباع خارجی یا دوتابعیتی زده است. این امر برای دوره‌های طولانی رخ داده، با سابقه مستند طولانی از استفاده از طرف بازداشت‌شده به عنوان مهره چانه‌زنی در مذاکرات دیپلماتیک. فهرست زیر از بازداشت‌شدگان فعلی در ایران، افرادی را که در کشورهای دیگر ربوده شده و به کشور آورده شده‌اند، شامل نمی‌شود.

## دیپلماسی گروگان‌گیری
از زمان بحران گروگان‌گیری ایران، جمهوری اسلامی ایران الگویی از بازداشت اتباع خارجی برای دوره‌های طولانی را دنبال کرده است. بر اساس گزارش مرکز حقوق بشر در ایران، دولت ایران از زندانیان دوتابعیتی و نیز زندانیانی که فقط دارای تابعیت خارجی هستند، «به عنوان مهره چانه‌زنی در روابط خود با سایر کشورها» استفاده کرده است. بازداشت‌های مشکوک مکرر ایران از شهروندان دوتابعیتی و رفتار چانه‌زنی پس از آن، باعث شده ناظران این عمل را نمونه‌ای از دیپلماسی گروگان‌گیری با سابقه مستند طولانی توصیف کنند.

## بازداشت‌شدگان
اتباع دوتابعیتی ایران و کشور دیگر به ویژه در معرض بازداشت خودسرانه قرار دارند زیرا قانون بین‌المللی تابعیت غالب مقرر می‌دارد که «یک کشور نمی‌تواند حمایت دیپلماتیک از یکی از اتباع خود در برابر کشوری که آن شخص تابعیت آن را نیز دارد، ارائه دهد».
بر اساس گزارش دیده‌بان حقوق بشر، «مقامات ایرانی حقوق قانونی بازداشت‌شدگان را نقض کرده و الگویی از دستگیری‌های با انگیزه سیاسی را اجرا کرده‌اند». در نوامبر ۲۰۱۷، رویترز گزارش داد که سپاه پاسداران انقلاب اسلامی ایران «حداقل ۳۰ تبعه دوتابعیتی را طی دو سال گذشته، عمدتاً به اتهام جاسوسی، دستگیر کرده است».

## واکنش‌ها
در سپتامبر ۲۰۱۹، در حاشیه هفتاد و چهارمین نشست مجمع عمومی سازمان ملل متحد، خانواده‌های اتباع دوتابعیتی و خارجی زندانی در ایران و همچنین اتباع دوتابعیتی و خارجی سابق زندانی در ایران، «اتحاد خانواده‌ها علیه گروگان‌گیری دولتی» را راه‌اندازی کردند.
در ژانویه ۲۰۲۳، فرانسه خواستار آزادی هفت تبعه خود شد که در ایران نگهداری می‌شدند. یکی از بازداشت‌شدگان، فریبا ادل‌خواه، در ژوئن ۲۰۱۹ همراه با همکارش رولان مارشال دستگیر شد. در حالی که مارشال در سال ۲۰۲۰ آزاد شد، فریبا ادل‌خواه در میان افزایش تنش‌های سیاسی در ایران همچنان در زندان باقی ماند.

## اتباع خارجی فعلی زندانی در ایران
| نام                   | تاریخ بازداشت | تابعیت   | دلیل بازداشت                                                                                         | منبع          |
| --------------------- | ------------- | -------- | --- | ------------- |
| نازک افشار            | ۱۲ مارس ۲۰۱۶  | فرانسه   | | [ ۱۲ ]        |
| احمدرضا جلالی         | ۲۴ آوریل ۲۰۱۶ | سوئد     | | [ ۱۳ ] [ ۱۴ ] |
| عبدالرسول دری اصفهانی | آگوست ۲۰۱۶    | کانادا   | در می ۲۰۱۷ به اتهام جاسوسی از جمله «همکاری با سرویس مخفی بریتانیا» محکوم و به پنج سال زندان محکوم شد | [ ۱۵ ]        |
| ناهید تقوی            | ۱۶ اکتبر ۲۰۲۰ | آلمان    | | [ ۱۶ ]        |
| مهران رئوف            | ۱۶ اکتبر ۲۰۲۰ | انگلستان | | [ ۱۷ ]        |
| کریگ فورمن            | ژانویه ۲۰۲۵   | انگلستان | | [ ۱۸ ]        |
| لیندسی فورمن          | ژانویه ۲۰۲۵   | انگلستان | |               |